# Les Gens du Nord
Singles
1. Tout in haut deuch Terril, par Dany Boon
Sortie : 24 août 2018
2. Mademoiselle from Armentières, par les Miss France Elodie Gossuin, Rachel Legrain-Trapani, Camille Cerf, Maëva Coucke et Iris Mittenaere
Sortie : 1er novembre 2018

Les Gens du Nord est un album de chansons traditionnelles de la région Hauts-de-France, publié chez Sony Music sur le Label Smart.
Il réunit 24 artistes, comme Dany Boon, Line Renaud, Alain Souchon, Élodie Gossuin, Pauline ou Camille Cerf, autour de 15 chansons traditionnelles du Nord de la France. Un dispositif caritatif accompagne la sortie du disque, avec 1 euro par CD reversé au Ch’ti Fonds, l’association caritative fondée par Dany Boon.

## Concept de l'album
Le disque propose 15 chansons traditionnelles du Nord de la France. La plupart des artistes sont originaires de la région : Dany Boon, Élodie Gossuin, Line Renaud, Franck Vandecasteele, Pauline, Camille Lou, Camille Cerf, Pierre Richard, Les Fatals Picards...
Le titre de l'album reprend celui de la célèbre chanson d'Enrico Macias. Le chanteur reprend ce titre sur le disque, un demi-siècle après son enregistrement original, avec la chanteuse Pauline, originaire de Lens. 
Plusieurs chanteurs frontaliers venus de Belgique sont présents dans l’album, comme Adamo, Arno et Yolande Moreau. D’autres amoureux de la région comme la famille Souchon ou Maxime Le Forestier s'associent au projet. La famille Souchon interprète La Côte d’Opale et Perds pas l’Nord lors du retour de l'émission Le Grand Échiquier sur France 2.
Parmi les artistes figure également le jeune Lillois Hakob Ghasabian, révélé par son passage dans l'émission Prodiges. 
L’album comprend également une piste bonus : un extrait du film de Dany Boon La Ch'tite Famille, la chanson Ke j’te ker, version ch’ti de Que je t'aime de Johnny Hallyday, réinterprétée par Pierre Richard.

## Réalisation
Sur une idée originale de Thomas Pawlowski, l’album est produit par Jean-Valère Albertinni et Arnaud Delbarre, fils du chanteur nordiste Raoul de Godewarsvelde dont plusieurs chansons sont reprises sur l’album, et dont le groupe de son fils Jules propose une chanson originale À la braderie.
L’album est réalisé par Dominique Blanc-Francard et Bénédicte Schmitt au sein des studios Labomatics, rue Washington à Paris. L’album sort le 31 août 2018, la veille de la braderie de Lille.

## Accueil critique et classements
L’album reçoit de bonnes critiques de la presse et du public : la note moyenne des acheteurs de la Fnac est de 4,5 sur 5.
Le disque se classe 4e des ventes en France dès sa sortie, avec plus de 8.000 exemplaires écoulés la première semaine.

## Singles
Le premier extrait est une reprise de la chanson d’Arthur Wéry Tout in haut deuch terril par Dany Boon. Le clip est mis en ligne une semaine avant la sortie de l'album.
Le second extrait sort en novembre 2018 : Mademoiselle from Armetières, une reprise de la chanson de Line Renaud par les cinq Miss France originaires de la région Hauts-de-France : Élodie Gossuin élue en 2001, Rachel Legrain-Trapani élue en 2007, Camille Cerf élue en 2015, Iris Mittenaere élue en 2016 et Maëva Coucke élue en 2018.
Les Miss interprètent le titre lors des 90 ans de Line Renaud sur France 2.

## Titres
| No  | Titre | Durée |
| --- | --- | ----- |
| 1.  | Tout in haut deuch terril par Dany Boon                                                                                 | 3:29  |
| 2.  | Perds pas l’Nord par Alain Souchon, Pierre Souchon, Ours et Cécile Hercule                                              | 3:12  |
| 3.  | Mademoiselle from Armentières par Elodie Gossuin, Camille Cerf, Rachel Legrain-Trapani, Iris Mittenaere et Maëva Coucke | 2:39  |
| 4.  | Le Plat Pays par Line Renaud                                                                                            | 2:44  |
| 5.  | Les Tomates par Yolande Moreau & Franck Vandecasteele                                                                   | 4:00  |
| 6.  | La Côte d’Opale par Alain Souchon                                                                                       | 2:56  |
| 7.  | Le p’tit Quinquin par Salvatore Adamo                                                                                   | 3:27  |
| 8.  | Tu n’es qu’un employé par Maxime le Forestier                                                                           | 3:34  |
| 9.  | Quand la mer monte par Arno                                                                                             | 2:44  |
| 10. | I bot un d’mi par Les Fatals Picards                                                                                    | 2:41  |
| 11. | Les Corons de Guy Lecluyse & Hakob Ghasabian                                                                            | 4:19  |
| 12. | Les Gens du Nord par Enrico Macias & Pauline                                                                            | 2:35  |
| 13. | Un clair de lune à Maubeuge par Camille Lou                                                                             | 2:26  |
| 14. | À la braderie par Le Raoul Band                                                                                         | 2:53  |
| 15. | Que je t’aime (Que j’te ker) par Pierre Richard & Line Renaud                                                           | 3:55  |